# Amparoina
Amparoina é um gênero fúngico pertencente à família Tricholomataceae, da ordem Agaricales. Descrito pelo micologista Rolf Singer em 1958, o gênero contém duas espécies encontradas predominantemente na América do Sul, apesar de serem reportadas no Japão e na Nova Caledônia.

## Espécies
Abaixo estão listados os gêneros e suas espécies:
- A. heteracantha
- A. spinosissima